# Wim Fissette
Wim Fissette (Sint-Truiden, 22 marzo 1980) è un allenatore di tennis ed ex tennista belga.
Allenatore attivo nel circuito femminile, Fissette è conosciuto soprattutto per aver lavorato con varie ex numero 1 del mondo tra cui Kim Clijsters, Simona Halep e Victoria Azarenka.

## Carriera da giocatore
La posizione più alta raggiunta da Fissette nella classifica ATP è stata la numero 1.291 raggiunta il 23 agosto 1999.

## Carriera da allenatore
Fissette ha debuttato come allenatore allenando Kim Clijsters quando la belga ha fatto ritorno nel cricuito della WTA nel 2009 Sotto la sua guida, Kim Clijsters ha visto l'US Open di quell'anno partendo con una wild card, e lo ha vinto nuovamente l'anno successivo. Ha anche vinto lo WTA Tour Championships nel 2010, seguito dopo breve tempo dall' Australian Open all'inizio del 2011. La Clijsters è stata anche numero 1 del mondo per una settimana nel 2011. Fissette e la Clijsters si sono separati a settembre 2011.
dopo la separazione dalla Clijsters, Fissette ha allenato Sabine Lisicki poco prima dell'inizio del Roland Garros del 2013. Nonostante la Lisicki non abbia vinto alcun titolo sotto la guida di Fissette, ha raggiunto la finale a Wimbledon, perdendo da Marion Bartoli, dopo aver posto fine alla serie di 34 partite vinte consecutivamente da Serena Williams, impedendole di eguagliare la serie di 35 partite vinte consecutivamente della sorella Venus.
Nel 2014 Fissette ha allenato Simona Halep. Durante la loro collaborazione la Halep ha fatto progressi, raggiungendo il suo primo quarto di finale in un torneo del Grande Slam agli Australian Open, la finale del Roland Garros e le semifinali di Wimbledon. La Halep ha anche raggiunto la sua miglior posizione nella classifica WTA, divenendo la numero 2 del mondo ad agosto 2014 La coppia si è separata alla fine del 2014, quando la Halep ha cercato di allenarsi con allenatori della sua stessa nazione, la Romania.
Nel febbraio 2015 Fissette è diventato l'allenatore dell' ex numero 1 del mondo Victoria Azarenka, il cui precedente allenatore Sam Sumyk era diventato l'allenatore di Eugenie Bouchard (e più tardi di Garbiñe Muguruza). Quando è diventato il suo allenatore la Azarenka era la numero 50 del mondo, la sua posizione più bassa dal giugno 2007. Fissette ha allenato la Azarenka finché lei non ha annunciato la propria gravidanza a metà del 2016. Ha concluso la stagione 2016 allenando Petra Kvitová
Alla fine del 2016 ha allenato per tre settimane Sara Errani; per poi passare ad allenare Johanna Konta.
Nell'ottobre 2017 Johanna Konta annuncia la separazione da coach Fissette. Il 16 novembre Angelique Kerber, annuncia di aver assunto Fissette come nuovo coach a partire dalla stagione 2018. Ha affiancato la giapponese Naomi Ōsaka a partire dal 2020 al settembre 2024 e nel periodo in cui la tennista si è fermata per la gravidanza del primo figlio ha seguito la cinese Zheng Qinwen, ad ottobre 2024 è stato assunto come allenatore da Iga Świątek attuale numero uno al mondo.